# Federico Franco
Luis Federico Franco Gómez, né le 23 juillet 1962 à Asuncion, est un homme d'État paraguayen, vice-président (2008-2012) puis président de la république du Paraguay du 22 juin 2012 au 15 août 2013.

## Biographie

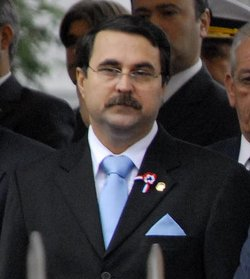
Federico Franco, alors vice-président de la République du Paraguay.

Chirurgien de formation et membre du Parti libéral radical authentique (centriste), Federico Franco est élu gouverneur du département Central pour le mandat 2003-2008, mais démissionne en 2007 afin de se consacrer à la campagne électorale pour la présidentielle de 2008. Il se décrit comme admirateur du chef du gouvernement espagnol José María Aznar.
Lors des élections d'avril 2008, il se présente en tant que colistier de l'ancien évêque Fernando Lugo, qui mène la coalition de gauche appelée Alliance patriotique pour le changement ; celle-ci dispute avec succès le pouvoir au Parti colorado historiquement au pouvoir.
Son frère, Julio César Franco préside le Parti libéral entre mars 1999 et août 2010 et exerce la fonction de vice-président de la République de 2000 à 2002.

## Présidence
Ses relations avec le président Lugo se dégradent fin 2009, Federico Franco se déclarant prêt à assumer le pouvoir. Le 22 juin 2012, il devient président de la République après la destitution de son prédécesseur par le Sénat. Il se retrouve toutefois isolé sur le plan international : l'Union des nations sud-américaines (Unasur) et le Marché commun du Sud (Mercosur) suspendent la présence du Paraguay en attendant le rétablissement de l’ordre démocratique, la Fédération internationale pour les droits humains et la Commission interaméricaine des droits de l'homme condamnent un « coup d’État », et seuls le Vatican et Taïwan reconnaissent son gouvernement. Les médias du continent latino-américain lui sont en revanche majoritairement favorables.
Il se montre pro-américain et des parlementaires paraguayens demandent l’installation d’une base militaire américaine au nord du pays, à la frontière avec la Bolivie, le Brésil et l’Argentine. Il noue de solides relations avec le Parti de la liberté d'Autriche (FPÖ), un parti d’extrême droite. Le dirigeant de ce dernier, Martin Graf, se rend ainsi au Paraguay pour lui témoigner son soutien.
Catholique conservateur, il défend la pleine libéralisation des semences génétiquement modifiées (OGM) et nomme plusieurs représentants de l’agrobusiness au sein de son gouvernement. Des coupes budgétaires dans les programmes sociaux sont annoncées, ainsi que des licenciements dans le secteur public. 
Il ne se présente pas aux élections de 2013.

### Corruption et népotisme
En dépit de sa brièveté et de la bonne situation économique initiale du Paraguay, la gestion présidentielle de Federico Franco s'est notamment caractérisée par l’accroissement significatif du déficit financier du pays. Après son départ du pouvoir, la nouvelle équipe gouvernementale lui reproche d'avoir pillé les ressources de l’État via un vaste système de corruption et de clientélisme organisé autour du Parti libéral. L'ancien président est par la suite dénoncé par plusieurs de ses collaborateurs politiques (dont l'un condamné lui-même à 6 ans de prison pour corruption) pour des détournements d'argent public effectués à son initiative,. De 2008, année de sa prise de fonction au gouvernement, à sa sortie du pouvoir en 2012, sa fortune se serait accrue de près de 750 %.
Il est également sujet à des accusations de népotisme par ses adversaires pour avoir placé 27 membres de sa famille à des postes importants sous son administration.